# Волфганг XI фон Щубенберг-Капфенберг
Волфганг XI фон Щубенберг-Капфенберг (немски: Wolfgang XI, Herr von Stubenberg zu Kapfenberg; * 1440; † октомври 1510) е благородник от австрийската древна фамилия Щубенберг и е граф на Щубенберг и господар на Капфенберг в Щирия. Фамилията Щубенберг е роднина с род Хабсбург.

## Произход
Той е син на граф Йохан III фон Щубенберг-Капфенберг († май 1462), императорски ландес-хауптман (1435 – 1450), и съпругата му Анна фон Пернек († 28 септември 1463), дъщеря на Еразмус фон Пернек (Пернег)-Леонрот-Планкенщайн и Катарина фон Лихтенщайн-Мурау. Потомък е на граф Вулфинг фон Щубенберг (1128 – 1160). Брат е на Томан фон Щубенберг († ок. 1470), женен за Елзбет фон Кранихберг, и на Еразмус фон Щубенберг († ок. 1466).
Замъкът Щубенберг се намира в Долна Щирия (днес Словения) и е построен ок. 1160 г. от прародителя граф Ото фон Щубенберг-Капфенберг, синът на граф Вулфинг фон Щубенберг (1128 – 1160). През 13 век Щубенбергите построяват замък Оберкапфенберг, който четири столетия става тяхно жилище и център на управлението на господството им.
Господарите фон Щубенберг построяват през 14 век замък Щубег в Арцберг.

## Фамилия
Първи брак: с Кимбург фон Фладнитц, от която има пет деца.
Втори брак: пр. 23 май 1492 г. с Хелена фон Щубенберг-Вурмберг († 1500), дъщеря на Леутхолд фон Щубенберг-Вурмберг († 1468 или 1469) и Урсула фон Емерсберг († 1468). Те имат син:
- Волфганг XII фон Щубенберг-Капфенберг (* 1495; † 29 декември 1556), женен на 28 януари 1527 г. за София фон Тойфенбах-Епенщайн († 1559), дъщеря на Йохан фон Тойфенбах-Епенщайн († 1541) и Регина фон Дитрихщайн, дъщеря на Панкрац фон Дитрихщайн (1446 – 1508) и Барбара Госл фон Турн